# IC 4148
IC 4148 је елиптична галаксија у сазвјежђу Береникина коса која се налази на листи објеката дубоког неба у Индекс каталогу.
Деклинација објекта је + 19° 15' 33" а ректасцензија 13h 4m 10,6s. Привидна величина (магнитуда) објекта IC 4148 износи 15,5 а фотографска магнитуда 16,5.